# Springdale (Arkansas)
Springdale ist eine Stadt im Washington County & Benton County im US-Bundesstaat Arkansas, Vereinigte Staaten, mit 69.797 Einwohnern (Stand: 2010). Die geographischen Koordinaten sind: 36,18° Nord, 94,15° West. Das Stadtgebiet hat eine Größe von 81,1 km². Die Stadt kann zu den am schnellsten wachsenden Kleinstädten in den USA gezählt werden. Zwischen 1950 und 2010 hat sich die Einwohnerzahl fast auf das Zwölffache erhöht. Zuletzt lag die Wachstumsrate bei über 50 % innerhalb von zehn Jahren, wie in den zehn Jahren zuvor. Wird das Wachstumstempo der letzten 20 Jahre beibehalten, würde Springdale spätestens 2020 eine Großstadt mit über 100.000 Einwohnern werden.

## Geschichte
Springdale hieß früher „Shiloh“, nach der örtlichen Shiloh-Kirche, und wurde 1866 unter diesem ursprünglichen Namen aufgezeichnet. 1878 wurde die Stadt mit dem Namen Springdale eingemeindet.
Ein heftiger EF3-Tornado traf die Stadt am 30. März 2022 und beschädigte und zerstörte mehrere Gebäude schwer und verletzte sieben Menschen in der Stadt.

## Sehenswürdigkeiten
- Shiloh Museum of Ozark History

## Demografie
Der Ort verzeichnet starkes Wachstum und die Einwohner wuchsen von rund 45.000 Einwohnern 2000 auf 84.161 Einwohnern im Jahr 2020 an.

## Sport
Der Ort ist bekannt für das Baseballteam Northwest Arkansas Naturals. Das Team spielt im Arvest Ballpark.

## Persönlichkeiten
- Bridget Hall (* 1977), Fotomodell
- Zach McWhorter (* 1999), Stabhochspringer

## Wirtschaft
- Tyson Foods
- Arkansas and Missouri Railroad